# Dissoròfids
Els dissoròfids (Dissorophidae) són un tàxon extint d'amfibis temnospòndils de mida mitjana que van prosperar a Europa i Nord-amèrica a principis del Permià. Malgrat que eren amfibis, sembla que estaven ben adaptats a la vida sobre la terra, amb potes ben desenvolupades, vèrtebres sòlides, i una filera de plaques d'armadura fetes d'os dèrmic, que protegia l'animal i n'enrobustia l'esquena.
Un gènere ben conegut és Cacops, un animal de finals del Permià Inferior, i que vivia a Texas. Tenia un cap relativament gran, i la típica filera d'armadura a l'esquena. En el gènere similar però més gran i més especialitzat, Platyhystrix, que vivia a Utah, Colorado i Nou Mèxic, l'armadura va desenvolupar-se en una mena de vela.
Hi ha algunes formes relacionades que semblen haver estat més aquàtiques, conegudes del Permià Superior de Rússia i el Triàsic Inferior de Gondwana.
S'ha suggerit que els dissoròfids poden estar relacionats amb els avantpassats de les granotes, a través de formes intermèdies com Doleserpeton.